# 佛渡岛
29°44′07″N 122°01′04″E / 29.735389800341288°N 122.01789379119873°E
佛渡岛是浙江省舟山群岛南部的一个岛屿，為普陀區佛渡鄉政府駐地，与宁波市区隔海相望。

## 地理
位於六橫島西1.8公里，距沈家門街道32.7公里。陸域面積7.28平方公里，包括潮间带总面积9.19平方公里。海岸線長17.67公里。島呈長形，北東至南西走向，長1.8公里，寬0.6～3公里，海岸線曲折，灣岬相間，岬角狹長，嶴口多。最高點海拔183公尺，

## 历史
佛渡島的名稱來源於民間傳說。據傳，觀音大士在未找到說法地普陀山之前曾在此島停留過渡。元大德《昌國州圖誌》稱佛渡島為渤塗，康熙和民國《定海縣志》稱佛肚山。明时曾有葡萄牙人在岛上建立双屿港，一度为远东贸易的中心。

## 行政
1949年10月前佛渡島為上莊鄉的一部分。1949年10月成立佛渡鄉人民政府，1958年9月為六橫公社佛渡管理區，1961年為佛渡公社，1984年4月改為佛渡鄉，隸屬普陀區，島上有7個行政村，17個自然村。2007年取消佛渡乡建制后归属普陀区六横镇管辖，设佛渡岛社区。

## 人口
2000年人口普查，有居民825戶，2,871人。2013年有常住人口近3000人。